# Campeonato de Fútbol de Costa Rica 1996-1997
La temporada 1996-97 de la Primera División de Costa Rica, fue la edición 78.ª del torneo de liga de fútbol de dicho país, iniciando en septiembre de 1996 y finalizando en julio de 1997.

## Sistema de competición
La temporada de la Primera División está conformada en dos partes:
- Fase de clasificación: Se integra por las 32 jornadas del certamen.
- Fase cuadrangular: Se integra por las 6 jornadas con los 8 mejores clubes clasificados.
- Fase final: Se integra por las semifinales y final.
- Gran final: Disputan la serie el líder de la clasificación y el ganador de la fase final.

### Fase de clasificación
En la fase de clasificación se observará el sistema de puntos. La ubicación en la tabla general está sujeta a lo siguiente:
- Por juego ganado se obtendrán tres puntos.
- Por juego empatado se obtendrá un punto. Como novedad de la temporada, un partido igualado se lleva a la serie de penales y el ganador obtendría un punto adicional.
- Por juego perdido no se otorgan puntos.

En esta fase participan los 12 clubes de la Primera División jugando en cada torneo todos contra todos durante las 32 jornadas respectivas, a visita recíproca.
El orden de los clubes al final de la fase de calificación del torneo corresponderá a la suma de los puntos obtenidos por cada uno de ellos y se presentará en forma descendente. Si al finalizar las 32 jornadas del torneo, dos o más clubes estuviesen empatados en puntos, su posición en la tabla general será determinada atendiendo a los siguientes criterios de desempate:
1. Mayor diferencia positiva general de goles. Este resultado se obtiene mediante la sumatoria de los goles anotados a todos los rivales, en cada campeonato menos los goles recibidos de estos.
2. Mayor cantidad de goles a favor, anotados a todos los rivales dentro de la misma competencia.
3. Mejor puntuación particular que hayan conseguido en las confrontaciones particulares entre ellos mismos.
4. Mayor diferencia positiva particular de goles, la cual se obtiene sumando los goles de los equipos empatados y restándole los goles recibidos.
5. Mayor cantidad de goles a favor que hayan conseguido en las confrontaciones entre ellos mismos.
6. Como última alternativa, el ente organizador realizaría un sorteo para el desempate.

### Fase cuadrangular
Al término de las 32 jornadas en la primera fase, esta ronda se jugará entre los ocho primeros lugares de las cuatro vueltas, que serán divididos en dos grupos de cuatro cada uno. Uno será encabezado por el primero y tercer lugar del campeonato, y el otro por el segundo y cuarto puesto. Los otros cuatro clubes que ocuparon del quinto al octavo lugares serían sorteados por el Comité de Competición. En el primer partido de cada cuadrangular serán locales los equipos que hayan ocupado el menor lugar que su rival de la primera fase, según el reglamento del certamen.
Cada grupo se jugará a dos vueltas. La victoria concede tres puntos y, en caso de empate, se recurrirá de nuevo a las series de penales para definir un punto adicional.

### Fase final
Ganan el boleto los dos primeros de cada grupo de cuadrangulares, que se enfrentan en forma cruzada en una semifinal a visita recíproca. En caso de empate en puntos y goles, se recurrirá a dos tiempos extras de 15 minutos cada uno, en los cuales se aplicaría el gol de oro en favor del primero que anote. De persistir la igualdad, se lanzarán tiros desde el punto de penal para definir a los finalistas.
Los dos ganadores de estas semifinales se enfrentarán en la final de la segunda fase para hallar al equipo que jugará en la tercera fase contra el líder de la clasificación. Si el triunfador es el mismo cuadro, el equipo se proclama campeón automáticamente.
El equipo campeón y subcampeón acceden a la Copa de Campeones de la Concacaf 1998.

## Información de los equipos
| Equipo                     | Entrenador          | Ciudad                  | Estadio           | Capacidad | Fundación      |
| -------------------------- | ------------------- | ----------------------- | ----------------- | --------- | -------------- |
| A. D. Belén                | Carlos Santana      | Alajuela                | Morera Soto       | 17 895    | 1979 (18 años) |
| A. D. Carmelita            | Toribio Rojas       | San José                | Nacional          | 25 000    | 1948 (48 años) |
| A. D. Ramonense            | Marvin Solano       | San Ramón, Alajuela     | Guillermo Vargas  | 2 500     | 1953 (44 años) |
| A. D. Municipal Goicoechea | Róger Flores        | Goicoechea, San José    | "Coyella" Fonseca | 4 500     | 1958 (39 años) |
| A. D. Municipal Turrialba  | Carlos Avedissian   | Turrialba, Cartago      | Rafael Camacho    | 4 500     | 1940 (56 años) |
| A. D. Municipal Puntarenas | José Rafael Segura  | Puntarenas              | "Lito" Pérez      | 4 105     | 1952 (45 años) |
| A. D. San Carlos           | Freddy Kopper       | San Carlos, Alajuela    | Carlos Ugalde     | 5 600     | 1965 (32 años) |
| C. S. Cartaginés           | Juan Luis Hernández | Cartago                 | "Fello" Meza      | 13 500    | 1906 (91 años) |
| C. S. Herediano            | Alexandre Guimarães | Heredia                 | Rosabal Cordero   | 8 721     | 1921 (76 años) |
| Deportivo Saprissa         | Jorge Olguín        | Tibás, San José         | Ricardo Saprissa  | 23 112    | 1935 (62 años) |
| L. D. Alajuelense          | Manuel Keosseian    | Alajuela                | Morera Soto       | 17 895    | 1919 (78 años) |
| Pérez Zeledón              | Henry Duarte        | Pérez Zeledón, San José | Municipal         | 6 100     | 1991 (5 años)  |

### Equipos por provincia
| Saprissa Herediano Carmelita Turrialba Alajuelense San Carlos Belén Pérez Zeledón Cartaginés Goicoechea Ramonense Puntarenas |

| Provincia  | N.º | Equipos                                     |
| ---------- | --- | ------------------------------------------- |
| Alajuela   | 4   | Alajuelense San Carlos Ramonense Belén      |
| San José   | 4   | Saprissa Pérez Zeledón Goicoechea Carmelita |
| Cartago    | 2   | Cartaginés Turrialba                        |
| Heredia    | 1   | Herediano                                   |
| Puntarenas | 1   | Puntarenas                                  |

### Ascenso y descenso
| a la Segunda División |
| --------------------- |
| A. D. Guanacasteca    |

| a la Primera División |
| --------------------- |
| Municipal Goicoechea  |

## Fase de clasificación

### Tabla de posiciones
|  |     | Equipos              | PJ | G  | E  | P  | GF | GC | Dif. | Pts. |
|  | --- | -------------------- | -- | -- | -- | -- | -- | -- | ---- | ---- |
|  | 1.  | L. D. Alajuelense    | 32 | 21 | 7  | 4  | 72 | 29 | 43   | 75   |
|  | 2.  | C. S. Herediano      | 32 | 20 | 7  | 5  | 64 | 24 | 40   | 72   |
|  | 3.  | Deportivo Saprissa   | 32 | 15 | 11 | 6  | 54 | 34 | 20   | 62   |
|  | 4.  | C. S. Cartaginés     | 32 | 16 | 10 | 6  | 42 | 29 | 13   | 62   |
|  | 5.  | A. D. Belén          | 32 | 10 | 13 | 9  | 32 | 28 | 4    | 48   |
|  | 6.  | Municipal Puntarenas | 32 | 8  | 14 | 10 | 33 | 42 | -9   | 43   |
|  | 7.  | A. D. Carmelita      | 32 | 9  | 11 | 12 | 31 | 36 | -5   | 43   |
|  | 8.  | Pérez Zeledón        | 32 | 10 | 7  | 15 | 43 | 46 | -3   | 42   |
|  | 9.  | A. D. San Carlos     | 32 | 6  | 12 | 14 | 29 | 54 | -25  | 36   |
|  | 10. | Municipal Goicoechea | 32 | 6  | 9  | 17 | 29 | 55 | -26  | 32   |
|  | 11. | A. D. Ramonense      | 32 | 6  | 9  | 17 | 31 | 61 | -30  | 31   |
|  | 12. | Municipal Turrialba  | 32 | 5  | 10 | 17 | 32 | 54 | -22  | 30   |

|  | Líder. Clasifica a la cuadrangular y a la gran final. |
|  | Clasifica a la cuadrangular.                          |
|  | Desciende a la Segunda División.                      |

### Resumen de resultados
| Local / Visita       | ADC   | BEL   | ADR   | SC    | CSC   | CSH   | SAP   | LDA   | GOI   | PUN   | TUR   | MPZ   |
| -------------------- | ----- | ----- | ----- | ----- | ----- | ----- | ----- | ----- | ----- | ----- | ----- | ----- |
| A. D. Carmelita      |       | 1 - 0 | 0 - 1 | 5 - 0 | 0 - 0 | 0 - 2 | 1 - 1 | 0 - 0 | 3 - 0 | 1 - 1 | 0 - 0 | 1 - 1 |
| A. D. Carmelita      | 1 - 0 | 2 - 2 | 0 - 1 | 1 - 0 | 0 - 0 | 0 - 3 | 1 - 1 | 2 - 2 | 3 - 0 | 1 - 1 |       | 1 - 1 |
| A. D. Belén          | 0 - 0 |       | 2 - 1 | 3 - 0 | 1 - 1 | 1 - 1 | 2 - 2 | 0 - 1 | 2 - 1 | 1 - 1 | 2 - 0 | 0 - 1 |
| A. D. Belén          | 0 - 0 | 2 - 1 | 2 - 1 | 1 - 1 | 1 - 1 | 0 - 0 | 2 - 2 | 2 - 1 | 2 - 1 | 1 - 1 |       | 0 - 1 |
| A. D. Ramonense      | 0 - 3 | 0 - 3 |       | 1 - 1 | 1 - 2 | 0 - 2 | 4 - 2 | 1 - 3 | 3 - 1 | 2 - 0 | 2 - 1 | 2 - 1 |
| A. D. Ramonense      | 0 - 3 | 0 - 3 | 1 - 1 | 1 - 1 | 0 - 0 | 0 - 2 | 0 - 1 | 1 - 3 | 1 - 1 | 1 - 1 | 2 - 1 |       |
| A. D. San Carlos     | 0 - 1 | 1 - 1 | 1 - 1 |       | 1 - 2 | 0 - 0 | 1 - 1 | 0 - 4 | 1 - 0 | 1 - 0 | 2 - 0 | 2 - 0 |
| A. D. San Carlos     | 2 - 1 | 0 - 0 | 1 - 1 | 0 - 0 | 1 - 2 | 3 - 3 | 1 - 1 | 2 - 1 | 1 - 0 | 1 - 0 |       | 2 - 0 |
| C. S. Cartaginés     | 1 - 0 | 1 - 0 | 2 - 1 | 2 - 1 |       | 3 - 0 | 1 - 1 | 1 - 1 | 1 - 0 | 1 - 0 | 1 - 1 | 1 - 0 |
| C. S. Cartaginés     | 1 - 0 | 1 - 0 | 4 - 0 | 2 - 1 | 1 - 2 | 3 - 0 | 0 - 0 | 1 - 1 | 2 - 3 | 1 - 0 | 1 - 1 |       |
| C. S. Herediano      | 2 - 1 | 1 - 0 | 4 - 0 | 5 - 0 | 2 - 0 |       | 2 - 0 | 3 - 1 | 1 - 0 | 7 - 0 | 4 - 2 | 1 - 0 |
| C. S. Herediano      | 2 - 0 | 3 - 0 | 4 - 0 | 5 - 0 | 2 - 0 | 3 - 1 | 2 - 0 | 1 - 1 | 1 - 0 | 7 - 0 |       | 1 - 0 |
| Deportivo Saprissa   | 3 - 1 | 2 - 0 | 1 - 0 | 2 - 1 | 3 - 0 | 3 - 1 |       | 1 - 0 | 3 - 1 | 0 - 0 | 2 - 0 | 2 - 2 |
| Deportivo Saprissa   | 3 - 1 | 2 - 0 | 2 - 2 | 2 - 1 | 0 - 2 | 3 - 1 | 4 - 0 | 1 - 0 | 3 - 1 | 3 - 1 | 2 - 0 |       |
| L. D. Alajuelense    | 3 - 0 | 1 - 2 | 7 - 2 | 2 - 0 | 5 - 3 | 3 - 1 | 2 - 1 |       | 3 - 1 | 2 - 0 | 6 - 1 | 2 - 0 |
| L. D. Alajuelense    | 2 - 0 | 0 - 0 | 7 - 2 | 1 - 1 | 5 - 3 | 2 - 1 | 2 - 1 | 5 - 1 | 3 - 1 | 2 - 0 |       | 2 - 0 |
| Municipal Goicoechea | 1 - 1 | 0 - 2 | 3 - 1 | 3 - 2 | 1 - 1 | 1 - 3 | 0 - 2 | 0 - 3 |       | 0 - 0 | 0 - 0 | 2 - 3 |
| Municipal Goicoechea | 1 - 1 | 0 - 2 | 1 - 1 | 3 - 2 | 0 - 3 | 1 - 3 | 1 - 0 | 0 - 3 | 1 - 1 | 1 - 2 | 0 - 0 |       |
| Municipal Puntarenas | 2 - 0 | 1 - 1 | 2 - 0 | 3 - 1 | 2 - 0 | 0 - 2 | 1 - 1 | 2 - 2 | 3 - 1 |       | 1 - 0 | 2 - 1 |
| Municipal Puntarenas | 2 - 0 | 1 - 1 | 0 - 0 | 3 - 1 | 0 - 0 | 0 - 2 | 2 - 2 | 2 - 2 | 1 - 1 | 2 - 2 | 1 - 0 |       |
| Municipal Turrialba  | 1 - 2 | 2 - 1 | 2 - 1 | 0 - 0 | 0 - 1 | 1 - 1 | 2 - 1 | 1 - 2 | 2 - 2 | 2 - 1 |       | 2 - 0 |
| Municipal Turrialba  | 1 - 2 | 1 - 2 | 2 - 1 | 1 - 1 | 0 - 1 | 1 - 1 | 2 - 1 | 0 - 1 | 2 - 2 | 2 - 1 |       | 2 - 0 |
| Pérez Zeledón        | 3 - 1 | 1 - 1 | 5 - 0 | 2 - 1 | 1 - 1 | 1 - 2 | 2 - 2 | 0 - 1 | 3 - 4 | 3 - 0 | 3 - 2 |       |
| Pérez Zeledón        | 3 - 1 | 1 - 1 | 2 - 1 | 2 - 1 | 1 - 2 | 1 - 2 | 0 - 2 | 0 - 1 | 0 - 1 | 1 - 0 | 3 - 2 |       |

|  | Victoria del equipo local     |
|  | Empate                        |
|  | Victoria del equipo visitante |

## Fase cuadrangular

### Cuadrangular C
|  |    | Equipos            | PJ | G | E | P | GF | GC | Dif. | Pts. |
|  | -- | ------------------ | -- | - | - | - | -- | -- | ---- | ---- |
|  | 1. | L. D. Alajuelense  | 6  | 4 | 0 | 2 | 6  | 2  | 4    | 12   |
|  | 2. | Deportivo Saprissa | 6  | 3 | 1 | 2 | 5  | 4  | 1    | 10   |
|  | 3. | Pérez Zeledón      | 6  | 2 | 2 | 2 | 6  | 5  | 1    | 10   |
|  | 4. | A. D. Carmelita    | 6  | 1 | 1 | 4 | 2  | 8  | -6   | 4    |

|  | Clasifica a las semifinales. |

|  | Clasifica a las semifinales. |

|                    | LDA   | SAP   | ADC   | MPZ   |
| ------------------ | ----- | ----- | ----- | ----- |
| L. D. Alajuelense  |       | 1 - 0 | 3 - 0 | 0 - 1 |
| Deportivo Saprissa | 1 - 0 |       | 1 - 0 | 2 - 2 |
| A. D. Carmelita    | 0 - 1 | 1 - 0 |       | 0 - 2 |
| Pérez Zeledón      | 0 - 1 | 0 - 1 | 1 - 1 |       |

### Cuadrangular D
|  |    | Equipos              | PJ | G | E | P | GF | GC | Dif. | Pts. |
|  | -- | -------------------- | -- | - | - | - | -- | -- | ---- | ---- |
|  | 1. | C. S. Cartaginés     | 6  | 3 | 2 | 1 | 8  | 6  | 2    | 12   |
|  | 2. | C. S. Herediano      | 6  | 3 | 1 | 2 | 9  | 4  | 5    | 10   |
|  | 3. | A. D. Belén          | 6  | 1 | 4 | 1 | 8  | 9  | -1   | 9    |
|  | 4. | Municipal Puntarenas | 6  | 1 | 1 | 4 | 5  | 11 | -6   | 5    |

|  | Clasifica a las semifinales. |

|  | Clasifica a las semifinales. |

|                  | CSH   | CSC   | BEL   | PUN   |
| ---------------- | ----- | ----- | ----- | ----- |
| C. S. Herediano  |       | 2 - 0 | 3 - 0 | 2 - 0 |
| C. S. Cartaginés | 2 - 1 |       | 1 - 1 | 2 - 0 |
| A. D. Belén      | 1 - 1 | 1 - 1 |       | 4 - 2 |
| Puntarenas       | 1 - 0 | 1 - 2 | 1 - 1 |       |

## Fase final

### Cuadro de desarrollo
|  | Semifinales                                      | Semifinales                                      | Semifinales                                      | Semifinales                                      | Semifinales                                      |   |    | Final                                | Final                                | Final                                | Final                                | Final                                |  |
|  | 22 / 25 de junio (ida) 25 / 29 de junio (vuelta) | 22 / 25 de junio (ida) 25 / 29 de junio (vuelta) | 22 / 25 de junio (ida) 25 / 29 de junio (vuelta) | 22 / 25 de junio (ida) 25 / 29 de junio (vuelta) | 22 / 25 de junio (ida) 25 / 29 de junio (vuelta) |   |    | 2 de julio (ida) 6 de julio (vuelta) | 2 de julio (ida) 6 de julio (vuelta) | 2 de julio (ida) 6 de julio (vuelta) | 2 de julio (ida) 6 de julio (vuelta) | 2 de julio (ida) 6 de julio (vuelta) |  |
|  |                                                  |                                                  |                                                  |                                                  |                                                  |   |    |                                      |                                      |                                      |                                      |                                      |  |
|  |                                                  |                                                  |                                                  |                                                  |                                                  |   |    |                                      |                                      |                                      |                                      |                                      |  |
|  | C1                                               | L. D. Alajuelense                                | 1                                                | 3                                                | 4                                                |   |    |                                      |                                      |                                      |                                      |                                      |  |
|  | C1                                               | L. D. Alajuelense                                | 1                                                | 3                                                | 4                                                |   |    |                                      |                                      |                                      |                                      |                                      |  |
|  | D2                                               | C. S. Herediano                                  | 1                                                | 1                                                | 2                                                |   |    |                                      |                                      |                                      |                                      |                                      |  |
|  | D2                                               | C. S. Herediano                                  | 1                                                | 1                                                | 2                                                |   | F1 | L. D. Alajuelense                    | 1                                    | 1                                    | 2                                    |                                      |  |
|  |                                                  |                                                  |                                                  |                                                  |                                                  |   | F1 | L. D. Alajuelense                    | 1                                    | 1                                    | 2                                    |                                      |  |
|  |                                                  |                                                  | F2                                               | Deportivo Saprissa                               | 3                                                | 0 | 3  |                                      |                                      |                                      |                                      |                                      |  |
|  | D1                                               | C. S. Cartaginés                                 | F2                                               | Deportivo Saprissa                               | 3                                                | 0 | 3  | 1                                    | 0                                    | 1                                    |                                      |                                      |  |
|  | D1                                               | C. S. Cartaginés                                 |                                                  |                                                  |                                                  |   |    | 1                                    | 0                                    | 1                                    |                                      |                                      |  |
|  | C2                                               | Deportivo Saprissa                               | 0                                                | 2                                                | 2                                                |   |    |                                      |                                      |                                      |                                      |                                      |  |
|  | C2                                               | Deportivo Saprissa                               | 0                                                | 2                                                | 2                                                |   |    |                                      |                                      |                                      |                                      |                                      |  |
|  |                                                  |                                                  |                                                  |                                                  |                                                  |   |    |                                      |                                      |                                      |                                      |                                      |  |

### Semifinales

#### Saprissa - Cartaginés
| 22 de junio de 1997, 11:00 | C. S. Cartaginés       | 1:0 (1:0) | Deportivo Saprissa | Estadio "Fello" Meza, Cartago |                            |
|                            | - Jewisson Bennett 11' | Reporte   |                    | Árbitro(s): Greivin Porras    | Árbitro(s): Greivin Porras |

| 25 de junio de 1997, 20:00 | Deportivo Saprissa                             | 2:0 (0:0) (Global 2:1) | C. S. Cartaginés | Estadio Ricardo Saprissa, Tibás, San José |                           |
|                            | - Gerald Drummond 58' - Alejandro Sequeira 83' | Reporte                |                  | Árbitro(s): Carlos Vargas                 | Árbitro(s): Carlos Vargas |

#### Alajuelense - Herediano
| 25 de junio de 1997, 20:00 | C. S. Herediano    | 1:1 (1:1) | L. D. Alajuelense    | Estadio Rosabal Cordero, Heredia |                            |
|                            | - Allan Oviedo 22' | Reporte   | - Víctor Badilla 36' | Árbitro(s): William Mattus       | Árbitro(s): William Mattus |

| 29 de junio de 1997, 11:00 | L. D. Alajuelense                          | 3:1 (2:0) (Global 4:2) | C. S. Herediano       | Estadio Morera Soto, Alajuela |                           |
|                            | - Bernal Mullins 10', 23' - Josef Miso 81' | Reporte                | - Rolando Corella 77' | Árbitro(s): Ronald Cedeño     | Árbitro(s): Ronald Cedeño |

### Final

#### Alajuelense - Saprissa
| 2 de julio de 1997, 20:00 | Deportivo Saprissa                                                  | 3:1 (0:1) | L. D. Alajuelense    | Estadio Ricardo Saprissa, Tibás, San José |                            |
|                           | - Juan Carlos Arguedas 46' - Adrián Mahía 57' - Jervis Drummond 70' | Reporte   | - Víctor Badilla 37' | Árbitro(s): William Mattus                | Árbitro(s): William Mattus |

| 6 de julio de 1997, 11:00 | L. D. Alajuelense   | 1:0 (1:0) (Global 2:3) | Deportivo Saprissa | Estadio Morera Soto, Alajuela |                           |
|                           | - Bernal Mullins 8' | Reporte                |                    | Árbitro(s): Carlos Vargas     | Árbitro(s): Carlos Vargas |

## Final nacional

### Alajuelense - Saprissa
| 13 de julio de 1997, 11:00 | Deportivo Saprissa                     | 2:3 (2:3) | L. D. Alajuelense                                 | Estadio Ricardo Saprissa, Tibás, San José |                           |
|                            | - Adrián Mahía 2' - Gerald Drummond 6' | Reporte   | - Josef Miso 14' (t.l.) - Bernal Mullins 17', 27' | Árbitro(s): Ronald Cedeño                 | Árbitro(s): Ronald Cedeño |

| 16 de julio de 1997, 20:00 | L. D. Alajuelense | 1:1 (1:1) (Global 4:3) | Deportivo Saprissa | Estadio Morera Soto, Alajuela                                |                                                              |
|                            | - Josef Miso 20'  | Reporte                | - Adrián Mahía 31' | Asistencia: 12.521 espectadores Árbitro(s): Víctor Rodríguez | Asistencia: 12.521 espectadores Árbitro(s): Víctor Rodríguez |

#### Final - ida
| -     | POR   | Erick Lonnis         |     |
|       | DEF   | Jervis Drummond      |     |
|       | DEF   | Mauricio Wright      |     |
|       | DEF   | José Torres          |     |
|       | DEF   | Giancarlo Morera     |     |
|       | MED   | Jeaustin Campos      |     |
|       | MED   | Walter Centeno       | 69' |
|       | MED   | Juan Carlos Arguedas | 62' |
|       | MED   | Roy Myers            |     |
|       | DEL   | Gerald Drummond      |     |
|       | DEL   | Adrián Mahía         |     |
| D. T. | D. T. | Jorge Olguín         |     |

| -     | POR   | Ricardo González   |     |
|       | DEF   | Alexánder Madrigal |     |
|       | DEF   | Javier Delgado     |     |
|       | DEF   | Luis Marín         |     |
|       | DEF   | Austin Berry       |     |
|       | MED   | Joaquín Guillén    |     |
|       | MED   | Nahamán González   |     |
|       | MED   | Wilmer López       |     |
|       | MED   | Rolando Fonseca    | 59' |
|       | DEL   | Josef Miso         | 51' |
|       | DEL   | Bernal Mullins     | 88' |
| D. T. | D. T. | Manuel Keosseian   |     |

| - | DEF | Try Benneth   | 62' |
|   | DEL | Michael Myers | 69' |

| - | MED | Luis Diego Arnáez | 51' |
|   | MED | Ronald Chaves     | 59' |
|   | MED | Richard Smith     | 88' |

| 2' · 6' | Adrián Mahía Gerald Drummond | 1:0 2:0 |

| 14' · 17' · 27' | Josef Miso Bernal Mullins | 2:1 2:2 2:3 |

| Principal  | Ronald Cedeño   |
| Asistentes | Gerardo Lobo    |
|            | Federico Vargas |

| -     | POR   | Erick Lonnis         |     |
|       | DEF   | Jervis Drummond      |     |
|       | DEF   | Mauricio Wright      |     |
|       | DEF   | José Torres          |     |
|       | DEF   | Giancarlo Morera     |     |
|       | MED   | Jeaustin Campos      |     |
|       | MED   | Walter Centeno       | 69' |
|       | MED   | Juan Carlos Arguedas | 62' |
|       | MED   | Roy Myers            |     |
|       | DEL   | Gerald Drummond      |     |
|       | DEL   | Adrián Mahía         |     |
| D. T. | D. T. | Jorge Olguín         |     |

| -     | POR   | Ricardo González   |     |
|       | DEF   | Alexánder Madrigal |     |
|       | DEF   | Javier Delgado     |     |
|       | DEF   | Luis Marín         |     |
|       | DEF   | Austin Berry       |     |
|       | MED   | Joaquín Guillén    |     |
|       | MED   | Nahamán González   |     |
|       | MED   | Wilmer López       |     |
|       | MED   | Rolando Fonseca    | 59' |
|       | DEL   | Josef Miso         | 51' |
|       | DEL   | Bernal Mullins     | 88' |
| D. T. | D. T. | Manuel Keosseian   |     |

| - | DEF | Try Benneth   | 62' |
|   | DEL | Michael Myers | 69' |

| - | MED | Luis Diego Arnáez | 51' |
|   | MED | Ronald Chaves     | 59' |
|   | MED | Richard Smith     | 88' |

| 2' · 6' | Adrián Mahía Gerald Drummond | 1:0 2:0 |

| 14' · 17' · 27' | Josef Miso Bernal Mullins | 2:1 2:2 2:3 |

| Principal  | Ronald Cedeño   |
| Asistentes | Gerardo Lobo    |
|            | Federico Vargas |

| -     | POR   | Erick Lonnis         |     |
|       | DEF   | Jervis Drummond      |     |
|       | DEF   | Mauricio Wright      |     |
|       | DEF   | José Torres          |     |
|       | DEF   | Giancarlo Morera     |     |
|       | MED   | Jeaustin Campos      |     |
|       | MED   | Walter Centeno       | 69' |
|       | MED   | Juan Carlos Arguedas | 62' |
|       | MED   | Roy Myers            |     |
|       | DEL   | Gerald Drummond      |     |
|       | DEL   | Adrián Mahía         |     |
| D. T. | D. T. | Jorge Olguín         |     |

| -     | POR   | Ricardo González   |     |
|       | DEF   | Alexánder Madrigal |     |
|       | DEF   | Javier Delgado     |     |
|       | DEF   | Luis Marín         |     |
|       | DEF   | Austin Berry       |     |
|       | MED   | Joaquín Guillén    |     |
|       | MED   | Nahamán González   |     |
|       | MED   | Wilmer López       |     |
|       | MED   | Rolando Fonseca    | 59' |
|       | DEL   | Josef Miso         | 51' |
|       | DEL   | Bernal Mullins     | 88' |
| D. T. | D. T. | Manuel Keosseian   |     |

| - | DEF | Try Benneth   | 62' |
|   | DEL | Michael Myers | 69' |

| - | MED | Luis Diego Arnáez | 51' |
|   | MED | Ronald Chaves     | 59' |
|   | MED | Richard Smith     | 88' |

| 2' · 6' | Adrián Mahía Gerald Drummond | 1:0 2:0 |

| 14' · 17' · 27' | Josef Miso Bernal Mullins | 2:1 2:2 2:3 |

| Principal  | Ronald Cedeño   |
| Asistentes | Gerardo Lobo    |
|            | Federico Vargas |

| -     | POR   | Erick Lonnis         |     |
|       | DEF   | Jervis Drummond      |     |
|       | DEF   | Mauricio Wright      |     |
|       | DEF   | José Torres          |     |
|       | DEF   | Giancarlo Morera     |     |
|       | MED   | Jeaustin Campos      |     |
|       | MED   | Walter Centeno       | 69' |
|       | MED   | Juan Carlos Arguedas | 62' |
|       | MED   | Roy Myers            |     |
|       | DEL   | Gerald Drummond      |     |
|       | DEL   | Adrián Mahía         |     |
| D. T. | D. T. | Jorge Olguín         |     |

| -     | POR   | Ricardo González   |     |
|       | DEF   | Alexánder Madrigal |     |
|       | DEF   | Javier Delgado     |     |
|       | DEF   | Luis Marín         |     |
|       | DEF   | Austin Berry       |     |
|       | MED   | Joaquín Guillén    |     |
|       | MED   | Nahamán González   |     |
|       | MED   | Wilmer López       |     |
|       | MED   | Rolando Fonseca    | 59' |
|       | DEL   | Josef Miso         | 51' |
|       | DEL   | Bernal Mullins     | 88' |
| D. T. | D. T. | Manuel Keosseian   |     |

| - | DEF | Try Benneth   | 62' |
|   | DEL | Michael Myers | 69' |

| - | MED | Luis Diego Arnáez | 51' |
|   | MED | Ronald Chaves     | 59' |
|   | MED | Richard Smith     | 88' |

| 2' · 6' | Adrián Mahía Gerald Drummond | 1:0 2:0 |

| 14' · 17' · 27' | Josef Miso Bernal Mullins | 2:1 2:2 2:3 |

| Principal  | Ronald Cedeño   |
| Asistentes | Gerardo Lobo    |
|            | Federico Vargas |

#### Final - vuelta
| -     | POR   | Ricardo González   |     |
|       | DEF   | Javier Delgado     |     |
|       | DEF   | Alexánder Madrigal |     |
|       | DEF   | Luis Marín         |     |
|       | DEF   | Austin Berry       |     |
|       | MED   | Joaquín Guillén    |     |
|       | MED   | Nahamán González   |     |
|       | MED   | Wilmer López       |     |
|       | MED   | Rolando Fonseca    | 71' |
|       | DEL   | Josef Miso         | 80' |
|       | DEL   | Bernal Mullins     |     |
| D. T. | D. T. | Manuel Keosseian   |     |

| -     | POR   | Erick Lonnis       |     |
|       | DEF   | Jervis Drummond    |     |
|       | DEF   | Ronald González    |     |
|       | DEF   | Mauricio Wright    | 22' |
|       | DEF   | Marco Herrera      |     |
|       | MED   | Jeaustin Campos    |     |
|       | MED   | Giancarlo Morera   | 68' |
|       | MED   | Roy Myers          |     |
|       | MED   | Alejandro Sequeira |     |
|       | DEL   | Gerald Drummond    | 68' |
|       | DEL   | Adrián Mahía       |     |
| D. T. | D. T. | Jorge Olguín       |     |

| - | MED | Luis Diego Arnáez | 71' |
|   | MED | Ronald Chaves     | 80' |

| - | DEF | Víctor Cordero | 22' |
|   | MED | Walter Centeno | 68' |
|   | DEL | Michael Myers  | 68' |

| 20' | Josef Miso | 1:0 |

| 31' | Adrián Mahía | 1:1 |

| 85' | Adrián Mahía |

| Principal | Víctor Rodríguez |

| -     | POR   | Ricardo González   |     |
|       | DEF   | Javier Delgado     |     |
|       | DEF   | Alexánder Madrigal |     |
|       | DEF   | Luis Marín         |     |
|       | DEF   | Austin Berry       |     |
|       | MED   | Joaquín Guillén    |     |
|       | MED   | Nahamán González   |     |
|       | MED   | Wilmer López       |     |
|       | MED   | Rolando Fonseca    | 71' |
|       | DEL   | Josef Miso         | 80' |
|       | DEL   | Bernal Mullins     |     |
| D. T. | D. T. | Manuel Keosseian   |     |

| -     | POR   | Erick Lonnis       |     |
|       | DEF   | Jervis Drummond    |     |
|       | DEF   | Ronald González    |     |
|       | DEF   | Mauricio Wright    | 22' |
|       | DEF   | Marco Herrera      |     |
|       | MED   | Jeaustin Campos    |     |
|       | MED   | Giancarlo Morera   | 68' |
|       | MED   | Roy Myers          |     |
|       | MED   | Alejandro Sequeira |     |
|       | DEL   | Gerald Drummond    | 68' |
|       | DEL   | Adrián Mahía       |     |
| D. T. | D. T. | Jorge Olguín       |     |

| - | MED | Luis Diego Arnáez | 71' |
|   | MED | Ronald Chaves     | 80' |

| - | DEF | Víctor Cordero | 22' |
|   | MED | Walter Centeno | 68' |
|   | DEL | Michael Myers  | 68' |

| 20' | Josef Miso | 1:0 |

| 31' | Adrián Mahía | 1:1 |

| 85' | Adrián Mahía |

| Principal | Víctor Rodríguez |

| -     | POR   | Ricardo González   |     |
|       | DEF   | Javier Delgado     |     |
|       | DEF   | Alexánder Madrigal |     |
|       | DEF   | Luis Marín         |     |
|       | DEF   | Austin Berry       |     |
|       | MED   | Joaquín Guillén    |     |
|       | MED   | Nahamán González   |     |
|       | MED   | Wilmer López       |     |
|       | MED   | Rolando Fonseca    | 71' |
|       | DEL   | Josef Miso         | 80' |
|       | DEL   | Bernal Mullins     |     |
| D. T. | D. T. | Manuel Keosseian   |     |

| -     | POR   | Erick Lonnis       |     |
|       | DEF   | Jervis Drummond    |     |
|       | DEF   | Ronald González    |     |
|       | DEF   | Mauricio Wright    | 22' |
|       | DEF   | Marco Herrera      |     |
|       | MED   | Jeaustin Campos    |     |
|       | MED   | Giancarlo Morera   | 68' |
|       | MED   | Roy Myers          |     |
|       | MED   | Alejandro Sequeira |     |
|       | DEL   | Gerald Drummond    | 68' |
|       | DEL   | Adrián Mahía       |     |
| D. T. | D. T. | Jorge Olguín       |     |

| - | MED | Luis Diego Arnáez | 71' |
|   | MED | Ronald Chaves     | 80' |

| - | DEF | Víctor Cordero | 22' |
|   | MED | Walter Centeno | 68' |
|   | DEL | Michael Myers  | 68' |

| 20' | Josef Miso | 1:0 |

| 31' | Adrián Mahía | 1:1 |

| 85' | Adrián Mahía |

| Principal | Víctor Rodríguez |

| -     | POR   | Ricardo González   |     |
|       | DEF   | Javier Delgado     |     |
|       | DEF   | Alexánder Madrigal |     |
|       | DEF   | Luis Marín         |     |
|       | DEF   | Austin Berry       |     |
|       | MED   | Joaquín Guillén    |     |
|       | MED   | Nahamán González   |     |
|       | MED   | Wilmer López       |     |
|       | MED   | Rolando Fonseca    | 71' |
|       | DEL   | Josef Miso         | 80' |
|       | DEL   | Bernal Mullins     |     |
| D. T. | D. T. | Manuel Keosseian   |     |

| -     | POR   | Erick Lonnis       |     |
|       | DEF   | Jervis Drummond    |     |
|       | DEF   | Ronald González    |     |
|       | DEF   | Mauricio Wright    | 22' |
|       | DEF   | Marco Herrera      |     |
|       | MED   | Jeaustin Campos    |     |
|       | MED   | Giancarlo Morera   | 68' |
|       | MED   | Roy Myers          |     |
|       | MED   | Alejandro Sequeira |     |
|       | DEL   | Gerald Drummond    | 68' |
|       | DEL   | Adrián Mahía       |     |
| D. T. | D. T. | Jorge Olguín       |     |

| - | MED | Luis Diego Arnáez | 71' |
|   | MED | Ronald Chaves     | 80' |

| - | DEF | Víctor Cordero | 22' |
|   | MED | Walter Centeno | 68' |
|   | DEL | Michael Myers  | 68' |

| 20' | Josef Miso | 1:0 |

| 31' | Adrián Mahía | 1:1 |

| 85' | Adrián Mahía |

| Principal | Víctor Rodríguez |

|                           |
| Campeón L. D. Alajuelense |
| 19° título                |

## Estadísticas

### Tabla de goleadores
Lista con los máximos anotadores de la temporada.
| Pos. | Jugador               | Equipo               | Goles | Partidos |
| ---- | --------------------- | -------------------- | ----- | -------- |
| 1.º  | Allan Oviedo          | C. S. Herediano      | 26    | 36       |
| 2.º  | Froylán Ledezma       | L. D. Alajuelense    | 21    | 26       |
| 3.º  | Kervin Lacey          | A. D. Ramonense      | 15    | 28       |
| 4.º  | Bernal Mullins        | L. D. Alajuelense    | 13    | 39       |
| 4.º  | Bandera de Costa Rica | C. S. Cartaginés     | 13    | 34       |
| 4.º  | Heriberto Quirós      | C. S. Cartaginés     | 13    | 30       |
| 7.º  | Farlen Ilama          | Pérez Zeledón        | 11    | 37       |
| 7.º  | Paulo Wanchope        | C. S. Herediano      | 11    | 18       |
| 9.º  | Gerald Drummond       | Deportivo Saprissa   | 10    | 38       |
| 9.º  | Wilberth Pérez        | Pérez Zeledón        | 10    | 36       |
| 11.º | Wilmer López          | L. D. Alajuelense    | 9     | 36       |
| 12.º | Alejandro Sequeira    | Deportivo Saprissa   | 8     | 37       |
| 12.º | Marvin Obando         | Municipal Turrialba  | 8     | 30       |
| 12.º | Norman Gómez          | C. S. Cartaginés     | 8     | 32       |
| 15.º | José Rodríguez        | A. D. Carmelita      | 7     | 30       |
| 15.º | Juan Arguedas         | Deportivo Saprissa   | 7     | 31       |
| 15.º | Olman Oviedo          | Municipal Goicoechea | 7     | 29       |
| 15.º | Adrián Mahía          | Deportivo Saprissa   | 7     | 13       |
| 15.º | Olman Oviedo          | A. D. Belén          | 7     | 33       |

### Tabla de asistentes
Lista con los máximos asistentes de la temporada.
| Pos. | Jugador            | Equipo             | Asistencias | Partidos |
| ---- | ------------------ | ------------------ | ----------- | -------- |
| 1.º  | Froylán Ledezma    | L. D. Alajuelense  | 14          | 26       |
| 2.º  | Allan Oviedo       | C. S. Herediano    | 13          | 36       |
| 3.º  | Farlen Ilama       | Pérez Zeledón      | 11          | 37       |
| 3.º  | Sergio Morales     | A. D. Belén        | 11          | 34       |
| 5.º  | Bernal Mullins     | L. D. Alajuelense  | 10          | 39       |
| 5.º  | Luis Quirós        | A. D. San Carlos   | 10          | 26       |
| 7.º  | Kervin Lacey       | A. D. Ramonense    | 9           | 28       |
| 7.º  | Johnny Murillo     | C. S. Herediano    | 9           | 37       |
| 9.º  | Jewisson Bennett   | C. S. Cartaginés   | 8           | 34       |
| 9.º  | Paulo Wanchope     | C. S. Herediano    | 8           | 18       |
| 9.º  | Gerald Drummond    | Deportivo Saprissa | 8           | 38       |
| 9.º  | Alejandro Sequeira | Deportivo Saprissa | 8           | 37       |
| 9.º  | Josef Miso         | L. D. Alajuelense  | 8           | 33       |
| 9.º  | Harold Wallace     | L. D. Alajuelense  | 8           | 33       |
| 15.º | Douglas Sequeira   | Deportivo Saprissa | 7           | 29       |
| 15.º | Luis José Herra    | Deportivo Saprissa | 7           | 19       |

### Otros datos
- Goles anotados: 562, en 224 juegos, para un promedio por partido de 2.51.
- Goleador de primera fase: Allan Oviedo (Herediano), 23 goles.
- Goleador de segunda fase: Adrián Mahía (Saprissa), 4 tantos.
- Goleador de tercera fase (final): Bernal Mullins (Alajuelense), Josef Miso (Alajuelense) y Adrián Mahía (Saprissa), con dos goles cada uno.
- Goleador absoluto: Allan Oviedo (Herediano), 26 tantos.
- Mejor fabricante de anotaciones: Froylán Ledezma (Alajuelense), con 14 asistencias a gol.
- Expulsiones: 119. El nicaragüense David Taylor (Puntarenas) recibió cuatro tarjetas rojas.
- Amonestaciones: 1.144. A Ronald González (Saprissa) le mostraron 18 tarjetas amarillas.
- Arquero menos vencido: José Alexis Rojas (Alajuelense), quien recibió 26 goles en 29 juegos (promedio: 0.89).
- Árbitro que más juegos dirigió: Ronald Cedeño, con 25.
- Árbitro con más expulsiones: Olger Mejías, con 17.
- Árbitro con más penales sancionados: Víctor Rodríguez, Greivin Porras y Marvin Amores, con 11 cada uno.
- Penales sancionados: 100, de los cuales 72 fueron anotados, 20 detenidos y ocho malogrados (desviados o en el poste).
- Máximo anotador de penales: Kervin Lacey (Ramonense), con 9.
- Arquero con más penales detenidos: Onix Vargas (Ramonense) y Norman Hernández (Pérez Zeledón), con 4 cada uno.
- Goleador de tiros libres: Martín Estrada (San Carlos) y Sandro Alfaro (Herediano), con tres cada uno.
- Extranjero con más goles: El argentino Adrián Mahía (Saprissa), con 7.
- Mejor anotador de cabeza: Allan Oviedo (Herediano), con 5.
- Defensa con más anotaciones: Marvin Obando (Turrialba), con 8.
- Jugador con más autogoles: Jadir Rodríguez (Ramonense), con 2.